# Aziz Aliyev
Aziz Aliyev (en azéri : Əziz Məmmədkərim oğlu Əliyev, né le 1er janvier 1897 à Khamamli et mort le 27 juillet 1962 à Bakou, est un homme d'État et chef de parti soviétique et azerbaïdjanais, diplomate, commissaire du peuple à la santé de la RSS d'Azerbaïdjan (1939-1941), président du Soviet suprême de la RSS d'Azerbaïdjan (1941-1944), Premier secrétaire du comité régional du Daghestan du Parti communiste des bolcheviks de toute l'Union (1942-1948). Il est le grand-père d'Ilham Aliyev.

## Éducation
En 1917, Aziz Aliyev est diplômé du gymnase d'Erivan avec une médaille d'or et la même année, il entre à l'Académie de médecine militaire de Saint-Pétersbourg.
En 1918, la famille Aliyev déménage au Nakhitchevan, et au début des années 1920, à Bakou. Aziz Aliyev travaille comme médecin, s’engage dans des activités pédagogiques et de recherche, soutient les thèses de son candidat, puis de doctorat.

## Carrière
De 1935 à 1938, il dirige l'Institut de médecine d'Azerbaïdjan, après quoi il est nommé recteur de l'Université d'État d'Azerbaïdjan, puis commissaire du peuple à la santé de la RSS d'Azerbaïdjan.
Le 21 juillet 1938, par décret de la 1ère session du Soviet suprême de la RSS d'Azerbaïdjan de la 1re convocation, Aziz Aliyev est nommé secrétaire du Présidium du Soviet suprême de la RSS d'Azerbaïdjan.
En 1948, A. Aliyev est transféré à Moscou, au ministère de la Santé de l'URSS, puis au Conseil des ministres de l'URSS.
En 1950, il est nommé vice-président du Conseil des ministres de la RSS d'Azerbaïdjan, mais un an plus tard « pour avoir dissimulé l'origine sociale des parents », il est démis de ses fonctions et nommé directeur de l'Institut d'orthopédie et de chirurgie reconstructive. Bientôt, il est libéré de cette position et envoyé en tant que médecin ordinaire à l'hôpital du district Sabunchi, où il  travaille pendant trois ans.
En mars 1954, A. Aliyev est rétabli au poste du directeur de l'Institut d'orthopédie et de chirurgie reconstructive.

## Récompenses
- Deux ordres de Lénine
- Ordre du Drapeau Rouge du Travail
- Ordre de la Grande Guerre patriotique, 1er degré
- Docteur honoré de la RSS d'Azerbaïdjan Азиз Алиев[3]

## Mémoire
Le nom d'Aziz Aliyev est immortalisé dans le nom de rues des villes de Bakou, Gandja, Makhatchkala et Kaspiysk.
Sa statue est inaugurée en mai 2016 à Makhatchkala.